# Jean-François Vonck
Pour les articles homonymes, voir Jean-François et Vonck.
Johannes Franciscus Vonck (Jan Frans Vonck en néerlandais), francisé Jean-François Vonck, (Baardegem, 29 novembre 1743 - Lille, 1er décembre 1792) est un avocat au Conseil de Brabant, l'un des leaders de la révolution brabançonne de 1789-1790 dans les Pays-Bas autrichiens.

## Biographie
Partisan de la démocratisation des Pays-Bas autrichiens, il est opposé au despotisme de l'empereur Joseph II, bien qu'il approuve une partie de ses réformes. Il fonde au début de 1789 avec entre autres les avocats Jean-Baptiste Verlooy et Jacques-Dominique t'Kint une société secrète résistante appelée Pro Aris et Focis (Pour nos autels et nos foyers) et recrute une armée patriotique basée en territoire liégeois indépendant, qu'il place sous le commandement de Jean-André Vander Mersch. En octobre de la même année, il rejoint Henri van der Noot à Bréda. Après la victoire sur les Impériaux, des dissensions idéologiques apparaissent rapidement entre le courant conservateur de Van der Noot (les Statistes ou partisans du rétablissement de l'autorité des États provinciaux) et le courant démocrate de Vonck (les Vonckistes).
Alors que Vonck est à Gand, Van der Noot, soutenu par le clergé, s'attribue tout le mérite de la révolution et entrant triomphalement à Bruxelles prend le pouvoir. En mars 1790, à Bruxelles, les vonckistes s'opposent à l'autoritarisme du nouveau pouvoir des États-Belgiques-Unis. Leur mouvement est déclaré séditieux et interdit, certains de ses membres sont arrêtés. Vonck est contraint de se réfugier à Lille où il se rapproche des milieux modérés des révolutionnaires français. 
Il meurt de maladie le 1er décembre 1792 sans avoir pu rentrer en Belgique. Bruxelles donna son nom à une rue.

## Les idées de Vonck
Dès la fin de 1787 Vonck organise des réunions démocrates dans sa maison de Bruxelles. Contrairement à Van der Noot qui recherche le soutien des puissances signataires du traité d'Utrecht et à ses yeux garantes du respect par les souverains de la maison d'Autriche des anciens droits et privilèges des Pays-Bas méridionaux, Jean-François Vonck estime que les Belges doivent prendre leur sort en mains et mettre fin à l'ancien régime. Au début de janvier 1790, il publie ses Considérations impartiales sur la position actuelle du Brabant, inspirée de la pensée de Montesquieu. Il plaide pour la séparation des pouvoirs législatif, exécutif et judiciaire et pour la suppression des privilèges de l'administration féodale. En faveur d'une administration plus centralisatrice et plus démocratique, il propose une réforme en profondeur du système politique et l'ouverture des Conseils au bas-clergé, à la petite noblesse et aux représentants du peuple des villes et des campagnes.

## Sources
- Chronique des révolutions belgiques et liégeoises 1789-1790 : Recueil intégral des articles du moniteur universel sur les événements survenus dans les provinces belgiques et le pays de liège entre le 24 novembre 1789 et le 18 janvier 1791 - précédé d'articles extraits de la presse française, du 8 août au 23 novembre 1789, Beauvechain, Bernard Coppens, 1992, 407 p. (ISBN 2-87261-005-7, présentation en ligne)
- Bruno Bernard et Robert Maskens, La révolution brabançonne et les États Belgiques Unis (1789-1790), collection Historia Bruxellæ, Ville de Bruxelles, Bruxelles 2003
- Théodore Juste, La République belge (1790), Bruxelles, A.N. Lebègue et Cie, s.d., 354.
- Roland Mortier et Hervé Hasquin (éd.), Jean-François Vonck (1743-1792) (actes de colloque), Bruxelles, éditions de l'Université de Bruxelles, 1996, coll. Études sur le XVIIIe siècle, no 24  (ISBN 9782800411323).
- Notices d'autorité :   - VIAF
  - ISNI
  - BnF (données)
  - IdRef
  - LCCN
  - GND
  - Belgique
  - Pays-Bas
  - WorldCat
- Notices dans des dictionnaires ou encyclopédies généralistes :   - Biographie nationale de Belgique
  - Biografisch Portaal van Nederland
  - Britannica
  - Den Store Danske Encyklopædi
  - Deutsche Biographie
  - Treccani
  - Visuotinė lietuvių enciklopedija